# The OH in Ohio
The OH in Ohio is een film uit 2006 onder regie van Billy Kent.

## Verhaal
Priscilla is de perfecte vrouw volgens velen en is getrouwd met Jack. Jack raakt steeds meer in een dip doordat hij na 10 jaar huwelijk haar nog nooit heeft laten klaarkomen. Hij komt dan in aanraking met een studente die hem fysiek en mentaal ondersteunt en hem er weer bovenop helpt.

## Rolverdeling
| Acteur         | Personage      |
| -------------- | -------------- |
| Parker Posey   | Priscilla      |
| Mischa Barton  | Kristen Seip   |
| Paul Rudd      | Jack           |
| Danny DeVito   | Wayne          |
| Miranda Bailey | Sherri         |
| Liza Minnelli  | Alyssa Donahue |